# Занкт-Леон-Рот
Занкт-Леон-Рот (нім. Sankt Leon-Rot) — громада в Німеччині, у землі Баден-Вюртемберг. Підпорядковується адміністративному округу Карлсруе. Входить до складу району Рейн-Неккар.
Площа — 25,56 км2. Населення становить 13 771 ос. (станом на 31 грудня 2020).